# SN 1054
SN 1054 е свръхнова, която е наблюдавана за пръв път на 4 юли 1054 г. и е била видима в продължение на две години в съзвездието Бик. Събитието се споменава за първи път в китайски, японски и арабски документи. Има хипотези, че SN 1054 е наблюдавана както от американските индианци, така и от европейците, но няма солидни доказателства в полза на това твърдение.
Останките от SN 1054, създадени по време на експлозията, образуват т.нар. Ракообразна мъглявина, която на небето се намира близо до звездата ζ Бик. Част от остатъците от избухването сформират пулсар, известен като PSR B0531+21. Мъглявината и пулсарът са най-изследваните астрономически обекти извън Слънчевата система. SN 1054 е една от малкото галактически супернови, чиято дата на експлозията е известна. Двата обекта са най-ярките в своите категории.
Ракообразната мъглявина може да бъде лесно забелязана от любителите астрономи поради нейната яркост. Тя е категоризирана от астрономите отдавна, много преди същността ѝ да стане известна. Когато френският астроном Шарл Месие наблюдава небето в очакване на връщането на Халеевата комета през 1758 г., той я сбърква с мъглявината, без да подозира за нейното съществуване. За да се избягват подобни грешки в бъдеще, той създава каталог на мъглявините, известен като каталогът на Месие. Ракообразната мъглявина е категоризирана като първия обект на Месие или М1.